# Timkó György (nyomdász)
Timkó György (Rakamaz, 1928. április 5. – 2022) magyar nyomdász, ny. szedőüzemegység-vezető, nyomdatörténész, sztahanovista. A minőségigényes könyvgyártás egyik nagy mestere volt (1951-1989), ma a magyar nyomdatörténet kiváló ismerője és közreadója.

## Élete, munkássága
Pályafutását a nyomdász szakmában szedőtanulóként kezdte 1944-ben a Szalézi rend rákospalotai Donn Bosco nyomdájában. 1947-ben szerzett szakmunkás bizonyítványt, majd újságíróként tevékenykedett. 1951-ben került szedőnek a Szikra/Kossuth Nyomdába. Hamarosan a korrektor-revizor részleg csoportvezetője lett, majd öt évig revizorként működött. Újra csoportvezetői, majd művezetői beosztásban dolgozott a szedőüzem, 1972-től a magasforma-készítő üzem élén.
Nagy felelőssége és feladatrésze volt a minőségigényes könyvgyártás (1960-as, 1970-es és 1980-as évek) megteremtésében, a nyomda exporttermelésének növelésében. 1989-ben vonult nyugdíjba. 2006-ban a Kossuth Nyomda jogutód nélkül megszűnt, szerencsére a szakirodalomban nem tűnt el nyomtalanul, Timkó György nagy buzgalommal és lelkesedéssel kutatta és kutatja ma is a nyomda történetét, sőt az egész magyar és európai nyomdatörténetről áttekintése van, és jelenleg egy magyar nyomdatörténeti múzeum létrehozásán munkálkodik.
Elévülhetetlen érdemei vannak a korrektori munka, a nyomdai korrektorok szakmai irányítása terén (forrás?) A Kossuth Nyomdából 1990-ig nemcsak a nagy kiadók (Corvina Könyvkiadó, Magyar Helikon Könyvkiadó, Képzőművészeti Alap Kiadó Vállalata, Móra Ferenc Könyvkiadó) és az exportra termelt idegen nyelvű könyvek jöttek ki helyesírási hiba nélkül, hanem az olcsóbb könyvek, a nyomtatványok, az újságok és a folyóiratok is. Timkó György és az ő nyomdai korrektorai árgus szemekkel figyeltek a helyesírásra, sőt a stiláris hibákra is (forrás?). Timkó György közvetlen munkakapcsolatban volt a Magyar Tudományos Akadémia nyelvészeivel, köztük Fábián Pállal, főleg azokkal, akik a helyesírás és a stílus felett őrködtek. Nem egy hasznos kézikönyvvel segítette a nyomdai szedők és korrektorok munkáját.
Nyomdatörténeti és a nyomdai helyesírással kapcsolatos közleményeit leginkább a Kossuth Nyomda (1990-es évektől Kossuth Nyomda Rt.) havonta megjelenő Üzemi Híradójában és a Magyar Grafikában adta közre, utóbb már csak a Magyar Grafikában, mert a Kossuth Nyomda Rt. és annak lapja is 2006-ban megszűnt.

## Családja
Tanárnőt vett feleségül, egy leánygyermeküket nevelték fel, s szeretettel fogadták unokáikat.

## Kötetei (válogatás)
- Idegennyelvű szövegek kézirat-előkészítése, szedése és korrektúrája / szerk. Rátz Miklós, Timkó György. Budapest: Corvina, 1969.[3]
- Helyesírási és tipográfiai tanácsadó / szerk. Timkó György. Budapest : Nyomdaipari Egyesülés, 1971.[4]
- N. Pataki Márta: A Kossuth Nyomda története : 1884-1984. A könyvet lektorálta Timkó György. Budapest : Kossuth Nyomda, 1984.
- Az 1992. október 15-16-i nyelvművelő konferencia és az 1992. november 6-i szaknyelvi konferencia teljes anyaga / [... Fábián Pál, Szende Aladár, Timkó György szerk.].[5] [Budapest] : MTA M. Nyelvi Biz., 1993. 393-613. p. ISBN 963-7450-92-0
- A Kossuth Nyomda története : 1884-1994. 1-2. köt. N. Pataki Mártával. Budapest : Kossuth Nyomda Rt., 1994.
- Vaskolléga : a szedőgépek másfél évszázados története.[6] Budapest : Timkó Gy., 2005.
- Senefelder, Alois: A kövek beszélnek : a kőnyomtatás feltalálása és kezdeti időszaka : Senefelder önéletrajza 1818-ig / [szerk., jegyzetekkel és képekkel ell. Timkó György] ; [kiad. a Papír- és Nyomdaipari Műszaki Egyesület]. Budapest : PNYME, 2007. ISBN 978-963-8271-62-4
- Tipográfia és helyesírás harminc nyelvhez /szerk. Érdi Júlia és Garai Péter. Közrem. Érdi Júlia, Garai Péter, Timkó György, Rátz Miklós. Budapest : Akadémiai, 2007. ISBN 9789630584951
- A budapesti nyomdák, nyomdászok és a nyomdászkultúra 1873 és 1923 között / [... sajtó alá rend. és magyarázó jegyzetekkel ell. Timkó György] ; [... Pérely Imre rajz.] ; [közread. a Papír- és Nyomdaipari Műszaki Egyesület] Budapest : PNYME, 2007. ISBN 978-963-8271-59-4
- Vaskolléga. A nyomdai szedőgépek másfél évszázados története. A fényszedés kezdete: in memoriam Uher Ödön című összefoglaló áttekintéssel; 2. bőv. kiad.; s.n., Bp., .2011
- A magyarországi nyomdagépgyártás krónikája; Timkó György, Bp., 2012
- A Kossuth Nyomda képes krónikája, 1884-2006; Timkó György, Bp., 2014

## A Magyar Grafikában publikált cikkei (válogatás)
- Fischfach – avagy vegyes rekesz. 1999/1. sz. 74–75.
- Mi volt a valcolás? 1–9. rész. 1999/2. sz. 65–66.; 3. sz. 69–71.; 4. sz. 73–74.; 5. sz. 99–101.; 6. sz. 99–101.; 2000/1. sz. 75–77.; 2. sz. 113–116.; 3. sz. 79–81.; 4. sz. 73–76
- A Monoline sorszedőgép tündöklése és… elbuktatása. 2000/1. sz. 64–66.
- Mióta van János-ünnepély? 2000/2. sz. 89–92.
- Egy elfeledett évfordulóra. 550 éves a könyvnyomdászat. 2000/4. sz. 4–6.
- Fischfach – avagy vegyes rekesz. A könyvnyomtatás három évtized alatt meghódította Európát. 2000/4. sz. 13–14.
- Miért szép? A magán- és mássalhangzók csatlakozóformájának rendszere Gutenberg nyomtatványaiban. 2000/5. 61–62.
- Misztótfalusi? – Nem! – Tótfalusi. 2000/5. 64–70.
- A 42 soros Biblia szóközeiről. 2000/6. sz. 90–91.
- Még egyszer a 42 soros Bibliáról. Mi volt a punktúra, a punktirozás? 2001/2. 67–71. ill.
- Timkó György:[7] Az első magyar nyelvű könyvet 1533-ban nyomtatták. Az Zenthe Paal leveley magyar nyelven. 2001/3. sz. 77.
- A százéves ofszetnyomtatás előélete. 2004/6. sz. 13-15.[8]
- 445 éves a debreceni könyvnyomdászat. Huszár Gál Debrecenben. 2006/6. sz.[9]
- Minden múlandó.[10] 2007/2. sz.[11]
- A halál himnusza. Kner Albert ólommetszete. 2007/5. sz. expo különszám[12]

## Díjak, elismerések (válogatás)
- Sztahanovista (1954)
- A szakma kiváló dolgozója (1955)
- A Kossuth Nyomda kitüntetései több alkalommal (1956-1989)
- Földi László-díj (2004)[13]